# Landsberg (bergisch-westfälisches Adelsgeschlecht)

Stammwappen derer von Landsberg

Landsberg ist ein altes bergisches und westfälisches Adelsgeschlecht, das wie das Geschlecht der Herren von Buer von den Herren von Werden, Ministerialen des Klosters Werden, abstammt. Die Linien der Freiherren und Grafen von Landsberg-Velen bestehen bis heute.
Das hier behandelte Geschlecht ist von den Herren von Landsbergen und den Schenk von Landsberg zu unterscheiden.

## Geschichte
Entgegen der früheren Auffassung, dass der erste Vertreter des Geschlechts der 1115 urkundlich erwähnte Everhard (Euerhardus, nobilis, advocatus et dapifer), Vogt und Truchseß der Abtei Werden, war, stammt das Geschlecht der Herren von Landsberg über die Herren von Werden tatsächlich von den Herren von Bornheim aus Bornheim (Rheinland) ab, deren Wappen sie mit veränderter Helmzier führen. Stammvater der Familie war somit der aus einer Dynastenfamilie stammende Ritter Wilhelm Schilling I. von Bornheim (urkundl. 1173–1198), Ministeriale des Erzbischofs von Köln, Vogt von Bornheim und Gründer des Klosters Schillingscapellen.
Der erste der Familie, der sich von Landsberg nannte, war Wilhelm Schillings Urenkel Philipp von Werden (Philippus de Werdina). Dieser wurde 1291 von Adolf V. von Berg als Burgmann (castellanus) auf Burg Landsberg an der Ruhr bei Kettwig eingesetzt. Aber bereits 1288 nannte er sich Philippo de Landsberg, damals noch als Ministeriale des Klosters Werden. Philipps Söhne Wessel und Reinhardt begründeten um 1300 die beiden Linien Landsberg zu Erwitte mit Sitz auf Haus Erwitte bei Lippstadt (später Landsberg-Velen) und Landsberg zu Landsberg.
Die ältere Linie Landsberg zu Landsberg behielt den niederrheinischen Stammsitz Landsberg und das bergische Olpe bis 1705, als sie mit Vitus Arnold von Landsberg im Mannesstamm ausstarb. Über seine Erbtochter Anna Wilhelmina kam Schloss Landsberg 1713 an die Freiherren von Bevern, die es 1825 verkauften. 1837 erwarb Alexander Freiherr von Landsberg-Velen zu Steinfurt, ein Nachfahre der um 1300 abgespaltenen Erwitter Linie, den Stammsitz zurück, bis er 1903 wieder verkauft wurde. Ein deutsch-baltischer Nebenzweig der Landsberger Linie war im Spätmittelalter nach Kurland gelangt und dort, evangelisch geworden, noch bis ins 19. Jahrhundert ansässig.

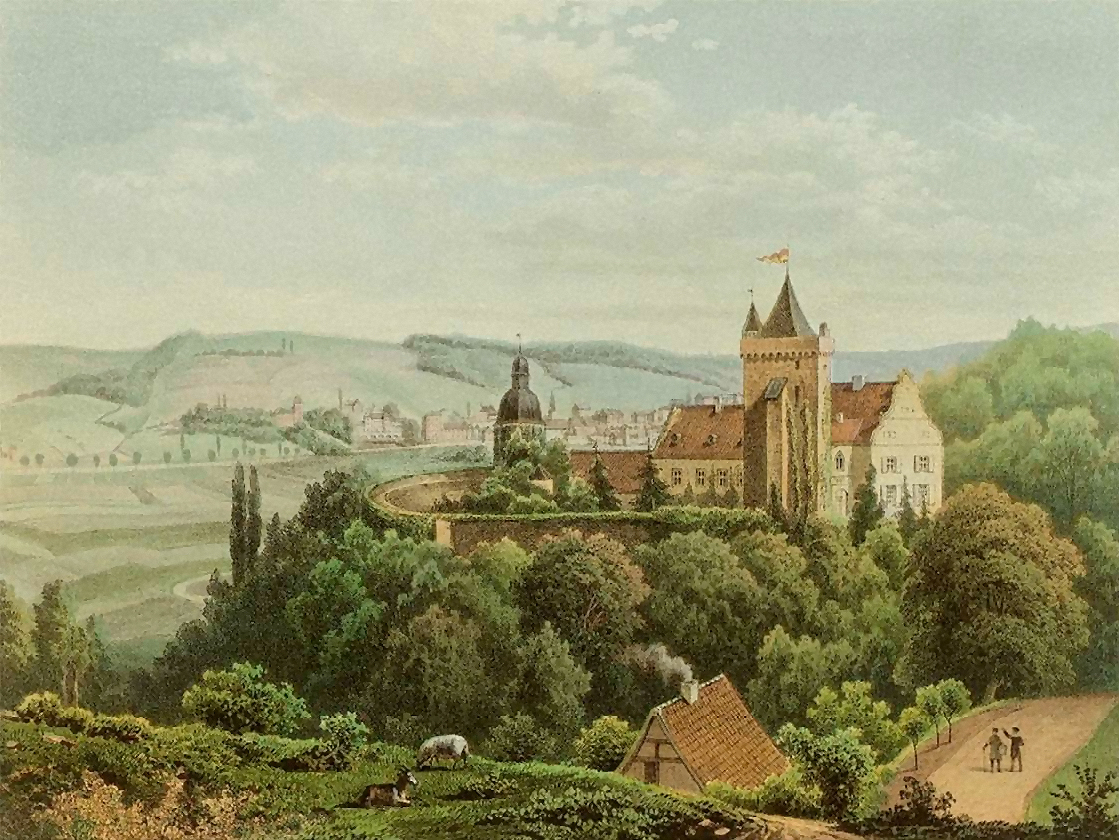
Burg Landsberg
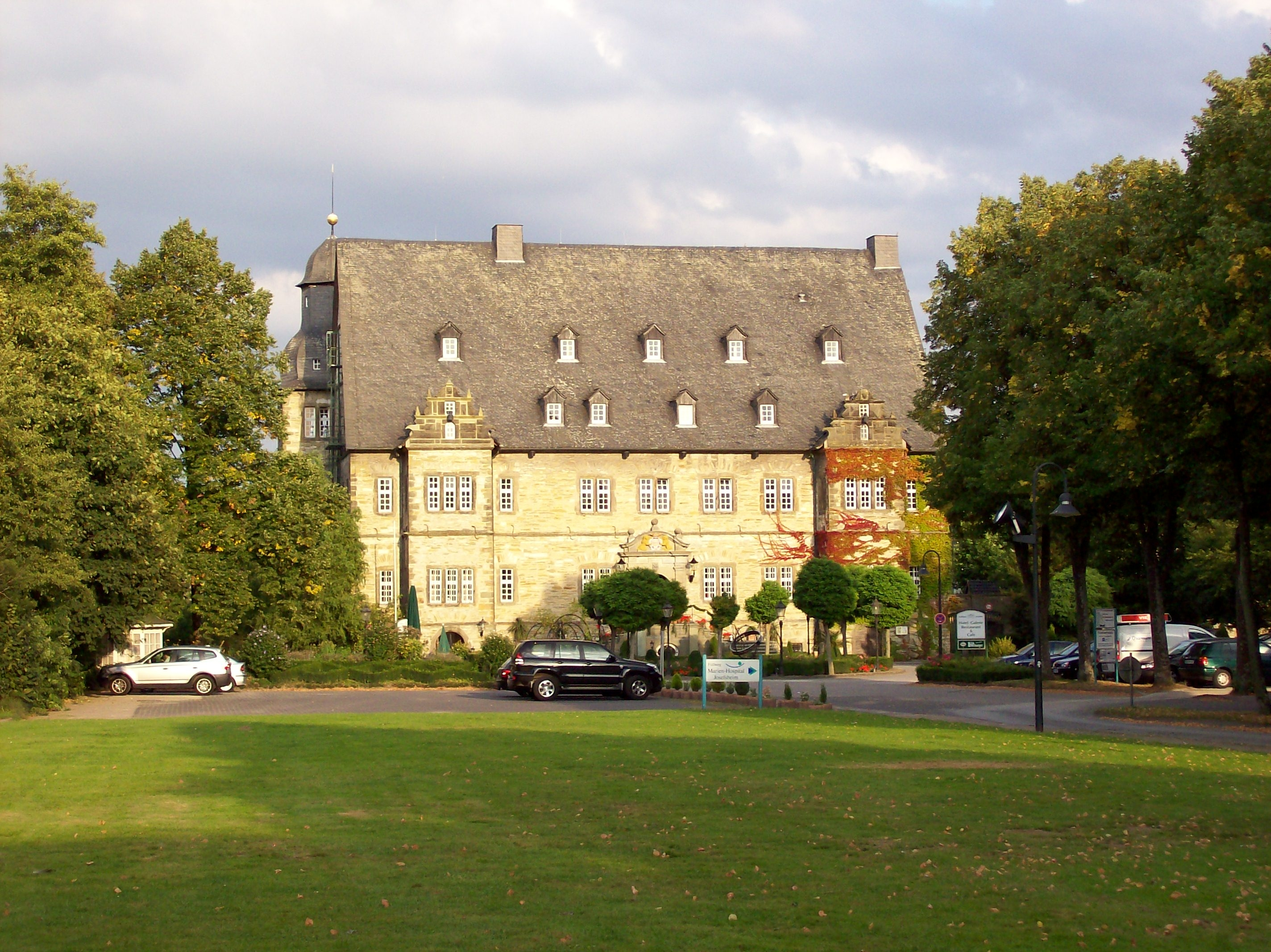
Haus Erwitte

Die jüngere Linie Landsberg-Erwitte blieb auch nach der Reformation katholisch. Während des 17. Jahrhunderts konnten Angehörige dieser Linie Schloss Wocklum im Sauerland erwerben. Im Jahr 1681 wurde ein Familienfideikommiss gegründet. Bedeutende Vertreter waren Daniel Dietrich von Landsberg zu Erwitte als General in Diensten Kurkölns und Landdrost des Herzogtum Westfalen. Die Mehrzahl von dessen männlichen Nachkommen trat als Domherren in den geistlichen Stand ein. Der Erbe Franz Anton Freiherr von Landsberg war hochrangiger Militär im Dienste des Hochstifts Münster. Unter anderem war er Gouverneur der Stadt und Festung Münster. Über die Belagerung von Kaiserswerth von 1689 hinterließ er biographische Aufzeichnungen. Sein Bruder war Franz Kaspar Ferdinand von Landsberg zu Erwitte der zunächst Domherr in Münster war. Mit seiner Heirat, legitimiert durch päpstlichen Dispens, bewahrte er die Familie vor dem Aussterben.
Die Familie erwarb durch die Heirat von Clemens August von Landsberg zu Erwitte (1733–1785) mit der Erbin Anna Therese Herrin von Velen 1756 die Besitzungen des ausgestorbenen Grafengeschlechts Velen, darunter Schloss Velen und Haus Altenkamp. Seit 1792 trägt das Geschlecht offiziell den Namenszusatz Velen. 1822–1825 kamen die Standesherrschaft Gemen und Schloss Raesfeld in den Besitz der Familie, als Freiherr Ignaz von Landsberg-Velen (1788–1863) den westfälischen Besitz der Freiherren von Bömelsberg-Boineburg ankaufte. Er nannte sich nun Ignaz von Landsberg-Velen und Gemen und wurde 1840 in den preußischen Grafenstand erhoben, der in Primogenitur an den jeweils ältesten Sohn vererbt wurde. Er wurde Landtagsmarschall, Wirklicher Geheimer Rat, Mitglied des Preußischen Herrenhauses und war ein bedeutender Unternehmer und Politiker in der Provinz Westfalen. 1832 erwarb er Schloss Dankern, während er Haus Altenkamp nach 1850 verkaufte. Sein Sohn, Graf Friedrich von Landsberg-Velen und Gemen (1815–1898), war ebenfalls Standesherr und Politiker. Dessen Sohn, Graf Max von Landsberg-Velen (1847–1902), war Agrarpolitiker.
1739 kam Schloss Drensteinfurt (auch als Haus Steinfurt bezeichnet) durch die Erbtochter Anna Maria Theresia von der Recke an ihren Ehemann Franz Kaspar Ferdinand von Landsberg zu Erwitte. Im 19. Jahrhundert waren Engelbert von Landsberg-Velen und Steinfurt, wie auch dessen Sohn Ignatz von Landsberg-Velen und Steinfurt, Politiker und Vorsitzende des Westfälischen Reitervereins.
Maximilian von Landsberg-Velen (1889–1957) war Gründer und Vorsitzender des Vereins westfälischer Adelsarchive. Manfred Freiherr von Landsberg-Velen (1923–2010) baute Schloss Dankern zu einer Freizeiteinrichtung aus und war Präsident des Verbandes deutscher Freizeitunternehmer. Dieter Graf von Landsberg-Velen (1925–2012) war hochrangiger Sportfunktionär und Präsident des Malteser Hilfsdienstes Deutschland.
Dem gräflichen Zweig gehören bis heute Schloss Velen, Burg Gemen und Schloss Wocklum.

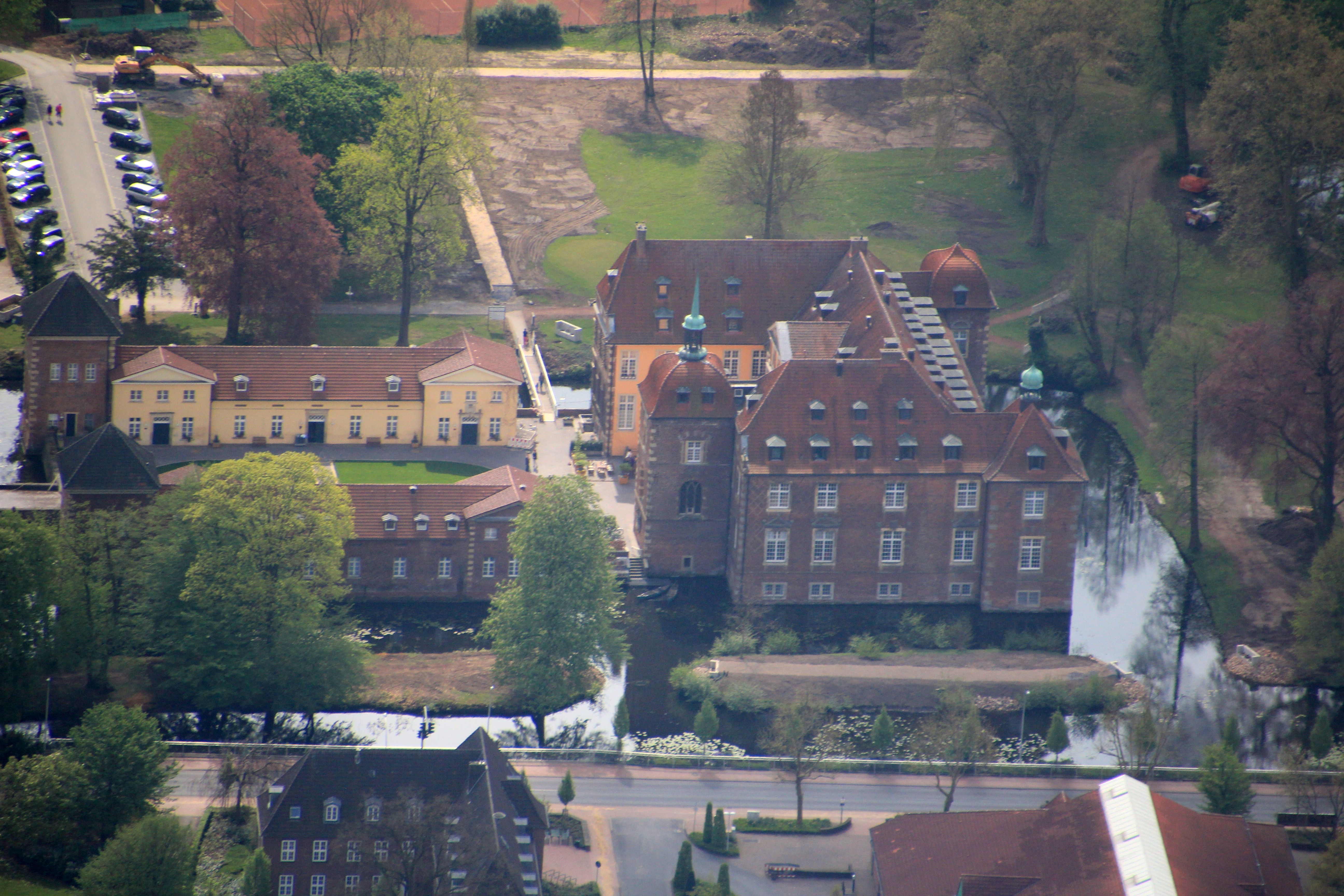
Schloss Velen
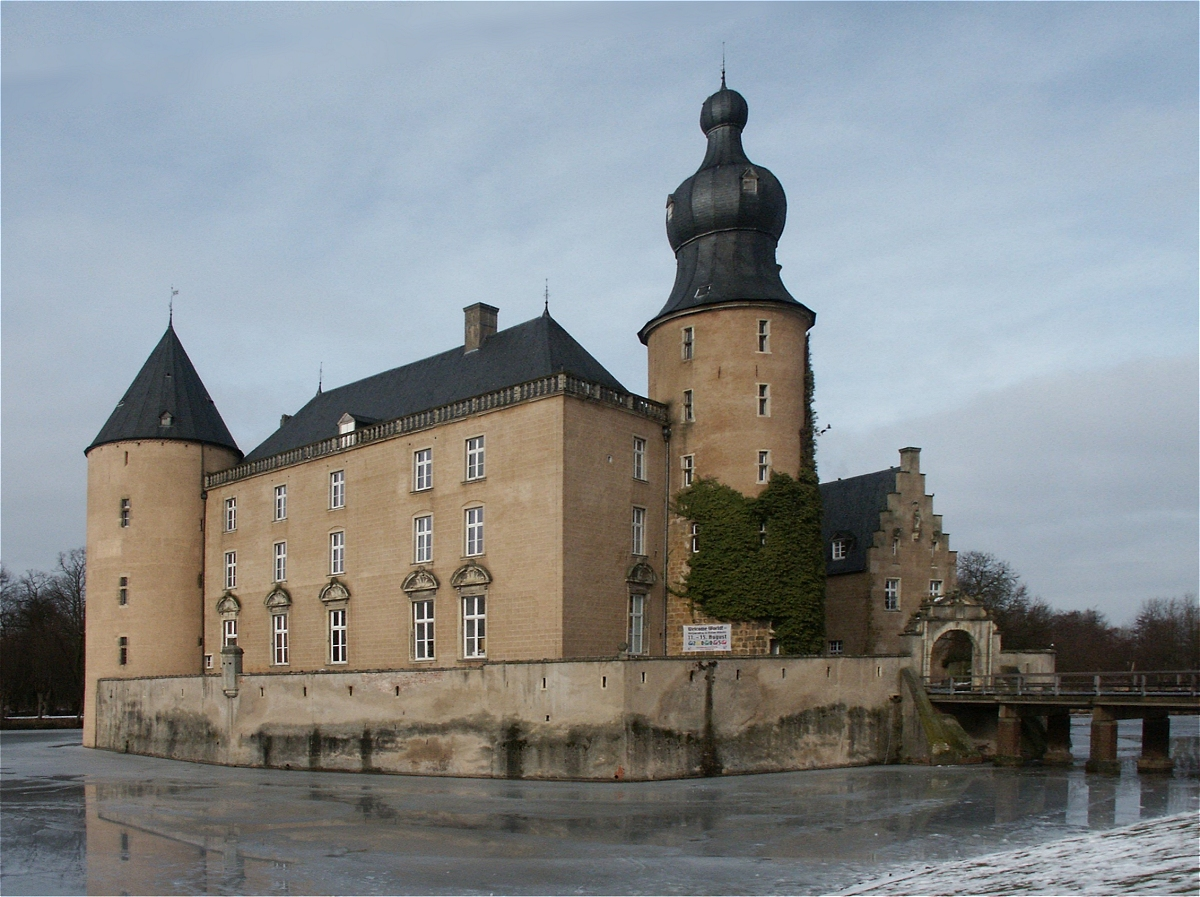
Burg Gemen
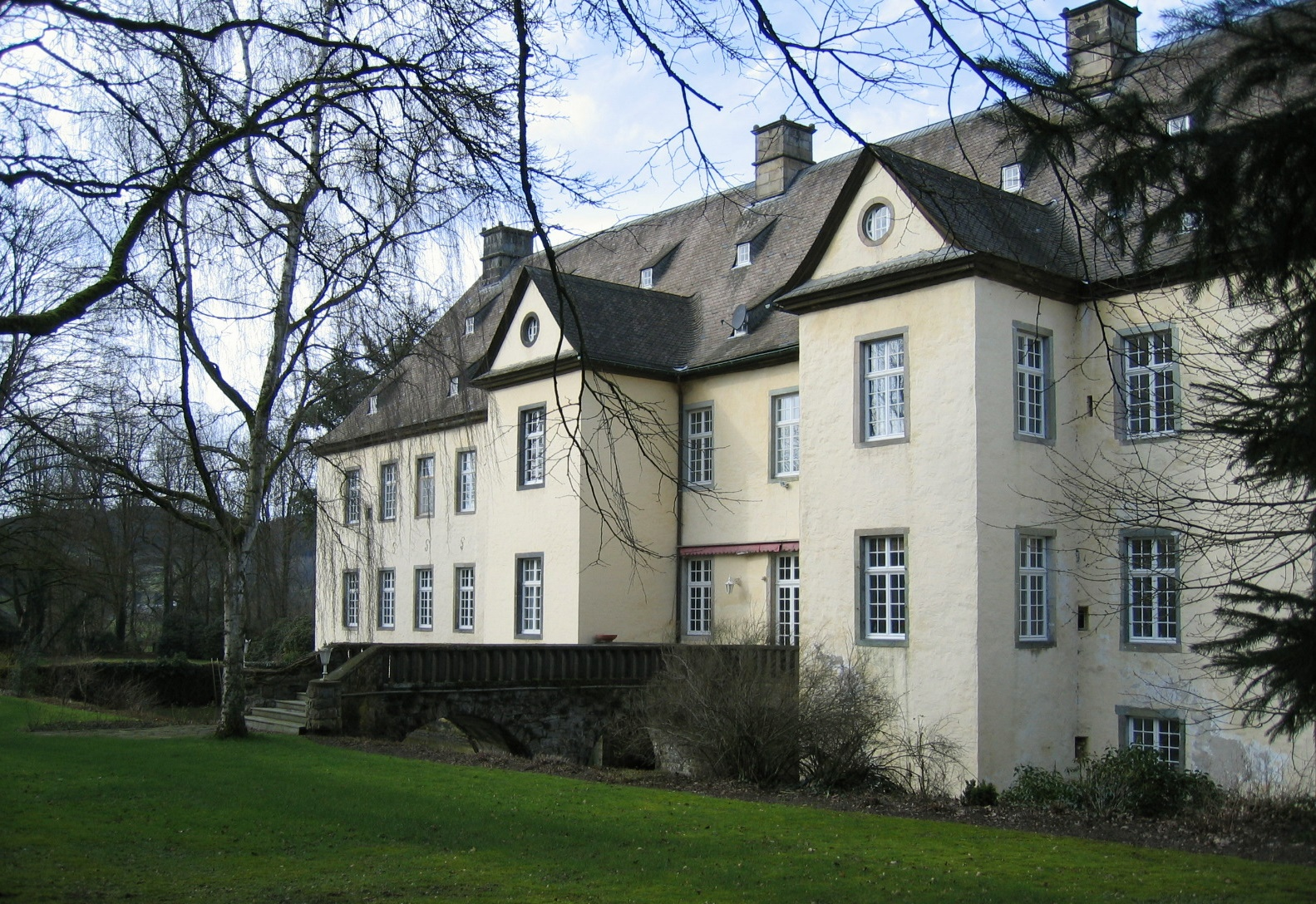
Schloss Wocklum

Dem jüngeren, freiherrlichen Zweig gehören bis heute Schloss Drensteinfurt und Schloss Dankern sowie seit 2015 das Schloss Arff bei Köln.

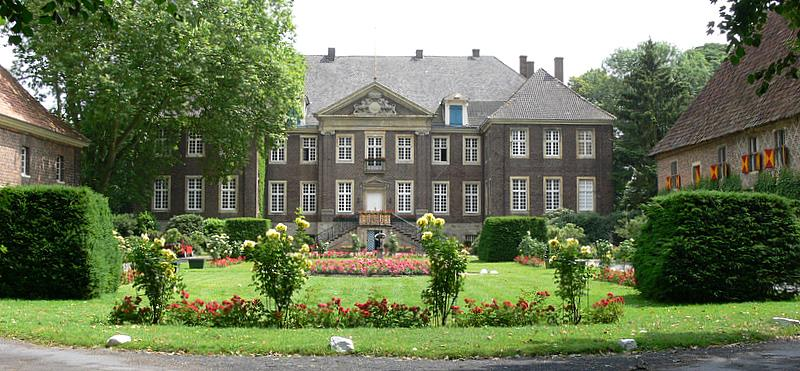
Schloss Drensteinfurt
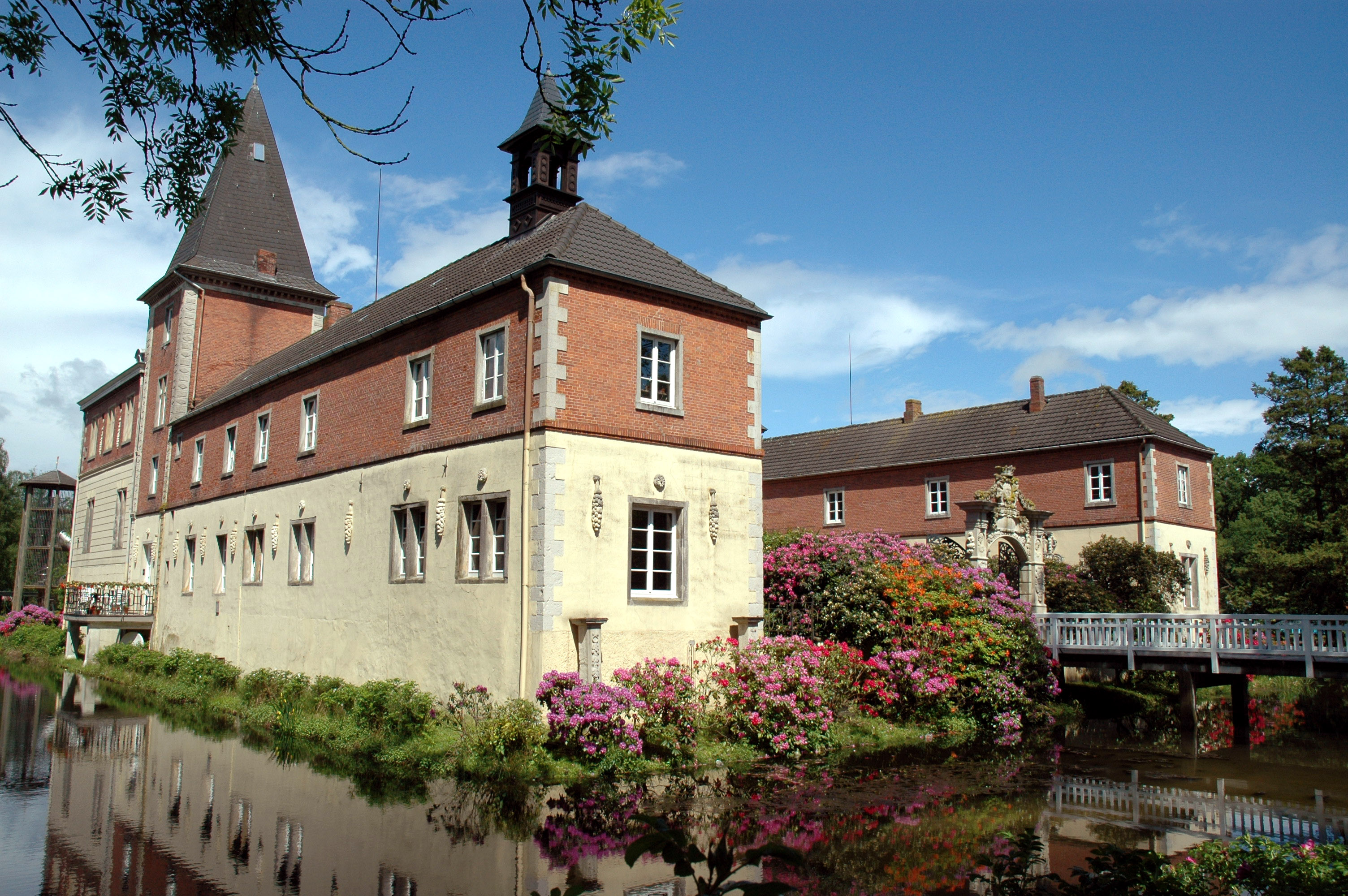
Schloss Dankern
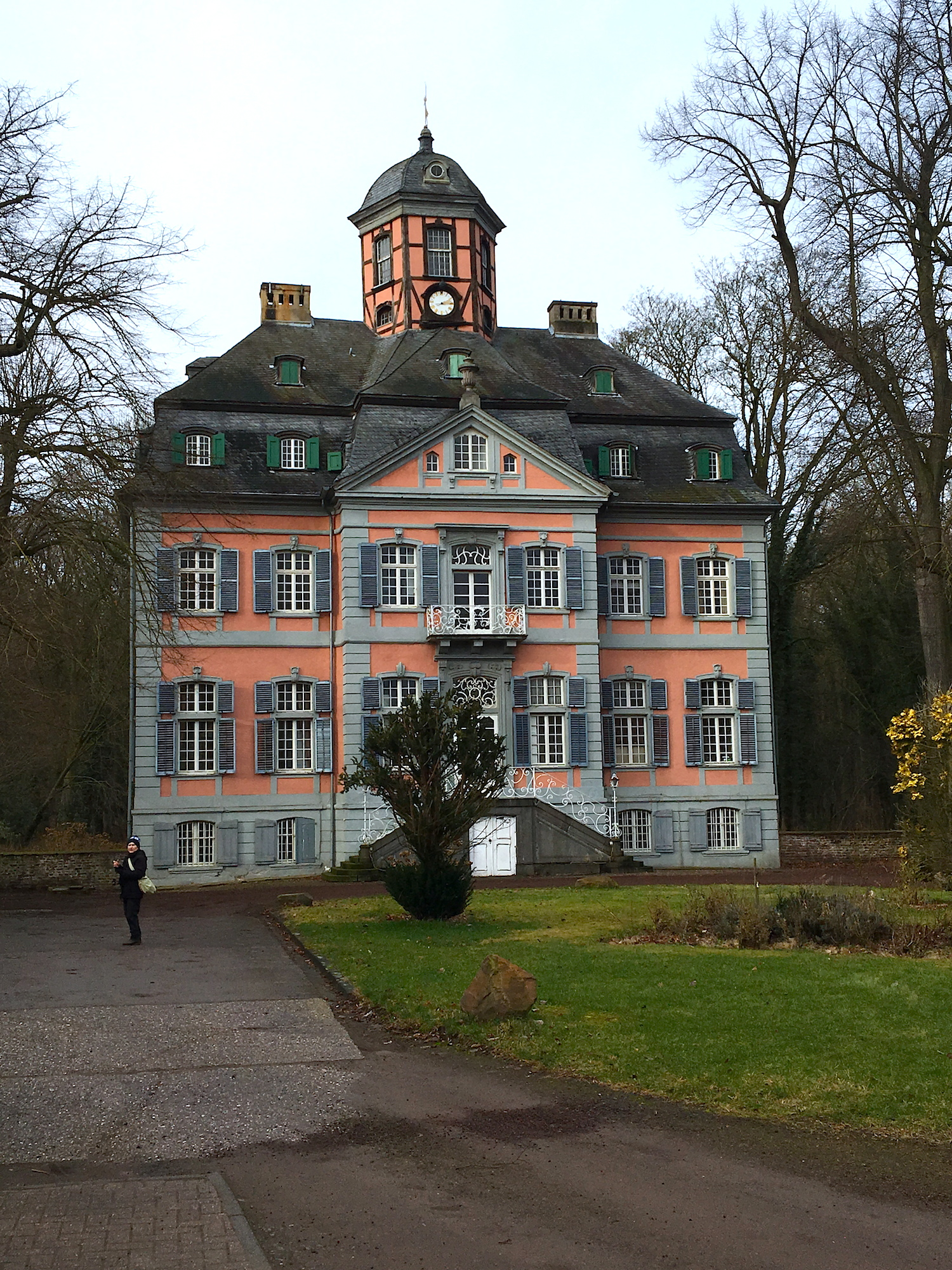
Schloss Arff

Der Stammsitz Schloss Landsberg wurde 1903 an den Unternehmer August Thyssen verkauft, dessen Familienstiftung es bis heute besitzt. Der Linienstammsitz, Schloss Erwitte, wurde 1934 verkauft, 1942 das Schloss Raesfeld, der Landsberger Hof in Arnsberg 1921. Haus Landegge in Haren (Ems) gehörte nur kurz von 1903 bis 1928 zum Besitz Dankern.

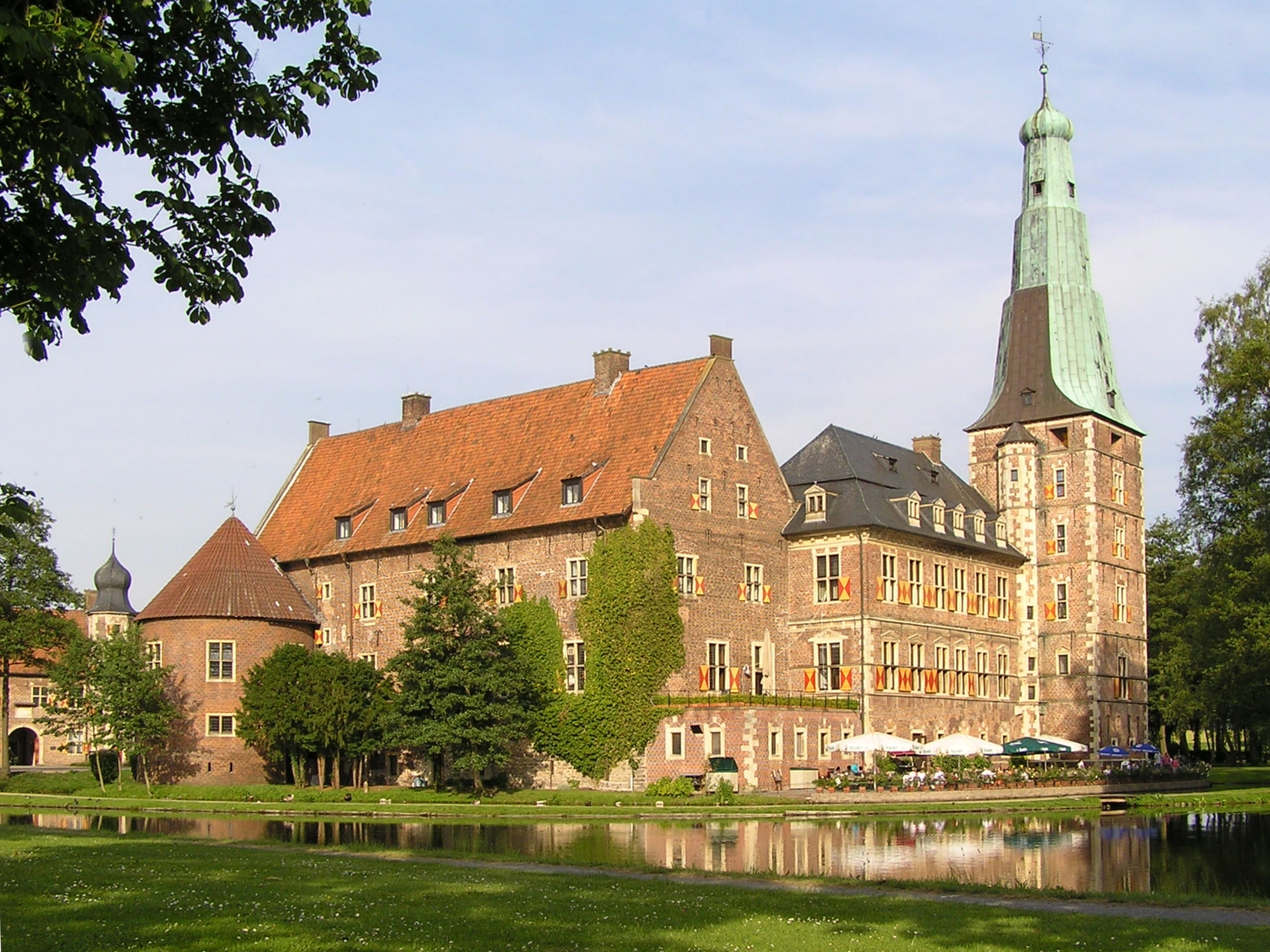
Schloss Raesfeld
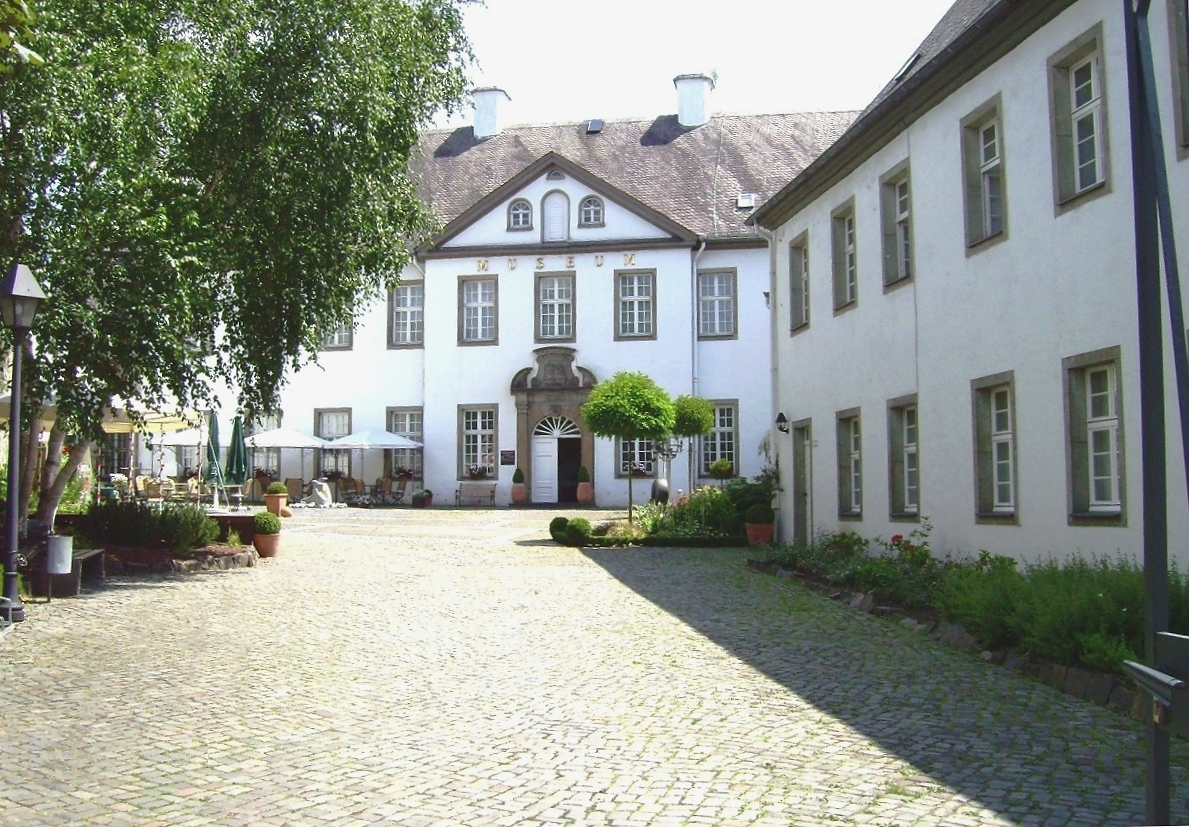
Landsberger Hof, Arnsberg

## Wappen
Das Stammwappen zeigt in Gold einen mit Andreaskreuzen silbern gegitterten roten Balken. Auf dem Helm mit rot-goldenen Decken ein aufgerichteter roter Fuchs zwischen zwei auswärts gebogenen Palmzweigen, der rechte gold, der linke rot.
Das Wappen von 1792 ist geviert. Die Felder 1 und 4 zeigen das Stammwappen, 2 und 3 in Gold drei rote Vögel nebeneinander (Velen). Der rechte Helm mit rot-goldenen Decken trägt rechts eine Krone mit silber gegittertem roten Reif darüber wie der Stammhelm. Auf dem linken Helm ein mit den Vögeln belegter kleiner goldener Schild zwischen offenem, rechts goldenem, links rotem Flug (Velen).

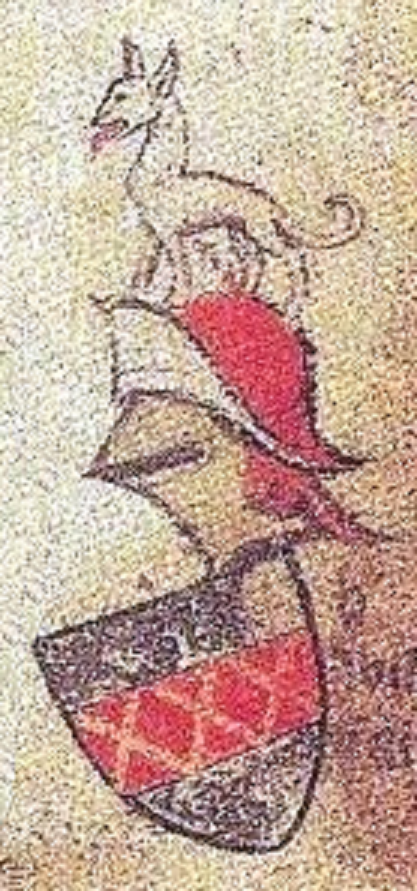
Landsberg-Wappen im Armorial Gelre, ca. 1380
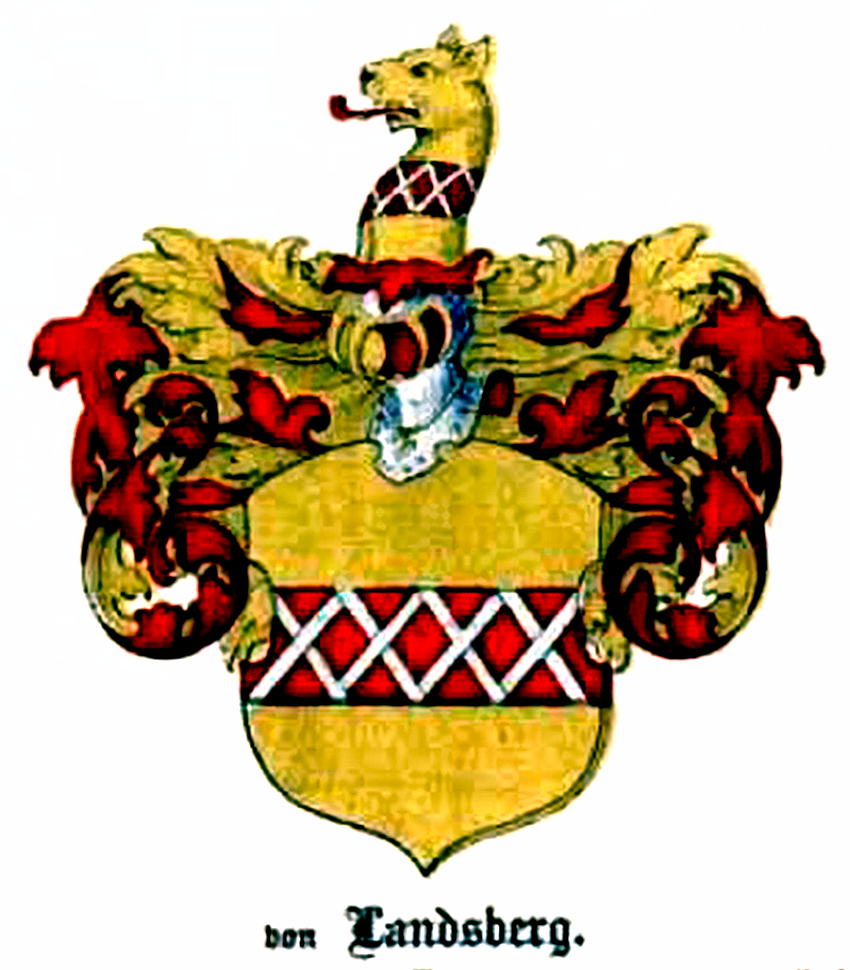
Landsberg-Wappen im Baltischen Wappenbuch
Wappen der Freiherren und Grafen von Landsberg-Velen seit 1792
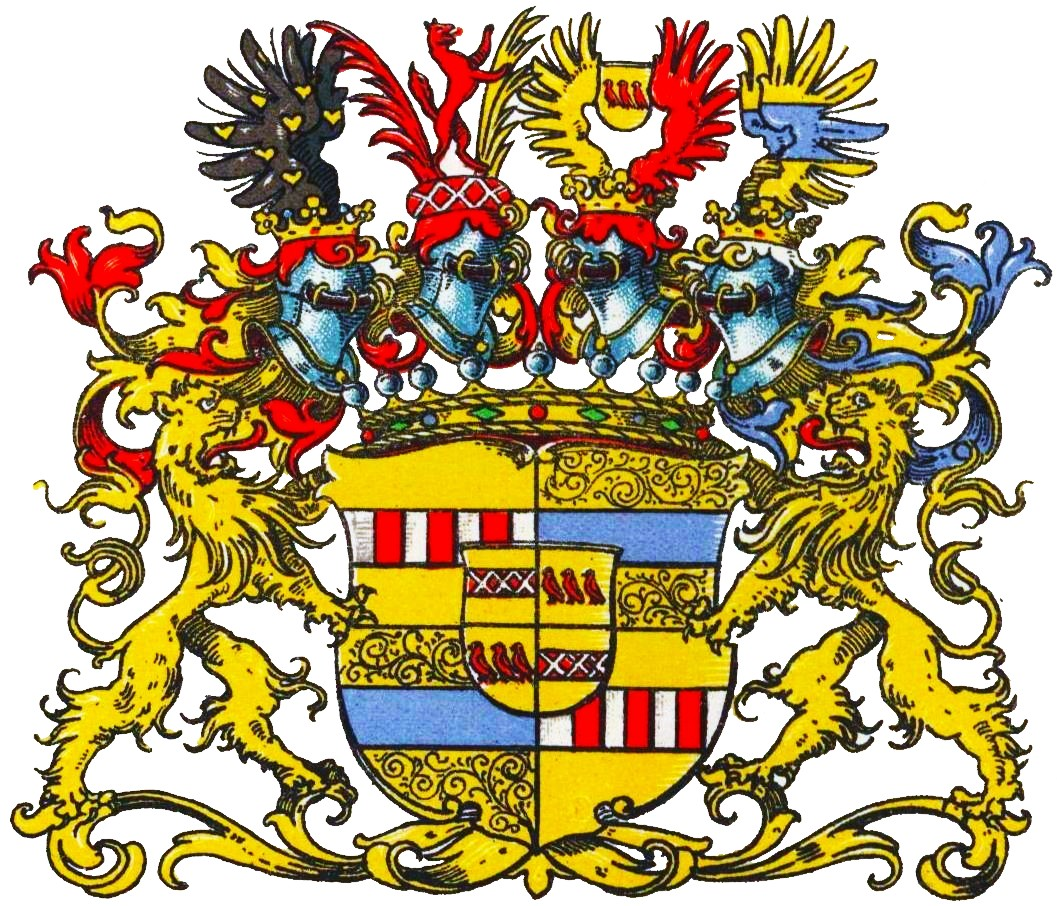
Wappen der Grafen von Landsberg zu Gemen und Velen im Wappenbuch des Westfälischen Adels

## Persönlichkeiten (bergisch-westfälische Linie)
- Jobst von Landsberg zu Erwitte (* um 1567; † 9. Juli 1622 in Dringenberg) Herr zu Erwitte und Mark war Landdrost und hochrangiger Offizier im Dreißigjährigen Krieg.
- Arnold von Landsberg (* um 1600; † um 1660), kurkölnischer Gesandter zu den Verhandlungen in Münster und Osnabrück (Westfälischer Friede)
- Dietrich von Landsberg zu Erwitte (1618–1683), hochrangiger Offizier im kaiserlichen, spanischen und kurkölner Dienst, Diplomat sowie Landdrost im Herzogtum Westfalen
- Ferdinand Franz von Landsberg zu Erwitte (1643–1682), Domherr in Münster, Hildesheim und Osnabrück
- Franz Anton Freiherr von Landsberg (1656–1727), General und Gouverneur der Stadt Münster
- Franz Ferdinand von Landsberg zu Erwitte (1657–1726), Domherr in Münster und Osnabrück
- Franz Dietrich Joseph von Landsberg zu Erwitte (1659–1727) war Domherr verschiedener Domkirchen und Politiker im Hochstift Hildesheim
- Franz Johann von Landsberg zu Erwitte (1660–1726), Domherr in Trier, Münster und Osnabrück
- Franz Ludolf von Landsberg zu Erwitte (1668–1732), Domherr in Münster und Hildesheim
- Franz Kaspar Ferdinand von Landsberg zu Erwitte (1670–1748), Gutsherr, Domherr sowie hochrangiger Beamter des Herzogtums Westfalen
- Clemens August von Landsberg zu Erwitte (1733–1785), Amtsträger im Herzogtum Westfalen und im Hochstift Münster sowie Unternehmer
- Johann Matthias von Landsberg zu Erwitte (1734–1813), Domherr und Hofkammerpräsident
- Franz Karl von Landsberg zu Erwitte (1735–1779), Domherr in Münster, Paderborn und Osnabrück
- Franz Engelbert von Landsberg zu Erwitte (1739–1810), Domherr in Münster und Paderborn
- Ignaz von Landsberg-Velen und Gemen (1788–1863), Politiker, Standesherr und Unternehmer
- Engelbert von Landsberg-Velen und Steinfurt (1796–1878), Grundbesitzer und Politiker
- Friedrich von Landsberg-Velen und Gemen, seit 1840 Graf (1815–1898), Standesherr und Unternehmer
- Max von Landsberg-Velen, Graf (1847–1902), Standesherr und Agrarpolitiker
- Ignatz von Landsberg-Velen und Steinfurt Reichsfreiherr von Landsberg-Velen und Steinfurt (1830–1915), westfälischer und preußischer Politiker
- Friedrich Graf von Landsberg-Velen und Gemen (1850–1926), Standesherr und Politiker
- Manfred von Landsberg-Velen (1923–2010), Gründer des Ferienzentrums Schloss Dankern
- Dieter Graf von Landsberg-Velen (1925–2012), Sportfunktionär und Präsident des Malteser Hilfsdienstes Deutschland

## Persönlichkeiten (litauische Linie)
- Vytautas Landsbergis-Žemkalnis (1893–1993), litauischer Architekt[6]
- Vytautas Landsbergis-Žemkalnis (* 1932), litauischer Politiker und Musikwissenschaftler
- Gabrielius Landsbergis (* 1982), litauischer Politiker